# Trestonia pulcherrima
Trestonia pulcherrima är en skalbaggsart som beskrevs av Dillon 1946. Trestonia pulcherrima ingår i släktet Trestonia och familjen långhorningar.
Artens utbredningsområde är:
- Costa Rica.
- Panama.

Inga underarter finns listade i Catalogue of Life.